# Ořechov (Žďár nad Sázavou)
Ořechov é uma comuna checa localizada na região de Vysočina, distrito de Žďár nad Sázavou.